# Liste der Baudenkmäler in Straßkirchen
Auf dieser Seite sind die Baudenkmäler in der niederbayerischen Gemeinde Straßkirchen zusammengestellt. Diese Tabelle ist eine Teilliste der Liste der Baudenkmäler in Bayern. Grundlage ist die Bayerische Denkmalliste, die auf Basis des Bayerischen Denkmalschutzgesetzes vom 1. Oktober 1973 erstmals erstellt wurde und seither durch das Bayerische Landesamt für Denkmalpflege geführt wird. Die folgenden Angaben ersetzen nicht die rechtsverbindliche Auskunft der Denkmalschutzbehörde.

## Baudenkmäler nach Ortsteilen

### Straßkirchen
| Lage                                            | Objekt                              | Beschreibung | Akten-Nr.    | Bild |
| ----------------------------------------------- | ----------------------------------- | --- | ------------ | --- |
| Kirchplatz 1, 3 (Standort)                      | Gasthaus                            | zweigeschossiger, traufseitiger Massivbau mit Krüppelwalmdach und reicher Putzgliederung mit Ecklisenen, Traufgesims und zwei Fresken, bezeichnet mit "1636" und "1838" (Baujahr); Nebenhaus, zweigeschossiger, massiver Eckbau mit weit vorkragendem Satteldach und flachem Eckerker, um 1816; daneben korbbogige Toreinfahrt, 1816 | D-2-78-192-2 | Gasthaus |
| Kirchplatz 2 (Standort)                         | Katholische Pfarrkirche St. Stephan | Turm 14. Jahrhundert, Chor und Langhaus 15. Jahrhundert, 1685 barockisiert, Verlängerung der Anlage 1888; mit Ausstattung; Sakristei 1513 | D-2-78-192-4 | weitere Bilder                                                                                               |
| Kirchplatz 4 (Standort)                         | Kapelle                             | Friedhofskapelle, ehemaliger Karner, Anfang 18. Jahrhundert | D-2-78-192-4 | weitere Bilder                                                                                               |
| Feldfriedhoffeld (südlich des Ortes) (Standort) | Feldkapelle                         | 18. Jahrhundert; mit Ausstattung | D-2-78-192-1 | [[Vorlage:Bilderwunsch/code!/C:48.82257,12.7251!/D:Feldfriedhoffeld (südlich des Ortes), Feldkapelle!/\|BW]] |

### Gänsdorf
| Lage                  | Objekt      | Beschreibung                                        | Akten-Nr.    | Bild           |
| --------------------- | ----------- | --------------------------------------------------- | ------------ | -------------- |
| Gänsdorf 5 (Standort) | Ortskapelle | wohl zweite Hälfte 18. Jahrhundert; mit Ausstattung | D-2-78-192-5 | weitere Bilder |

### Haberkofen
| Lage                    | Objekt                              | Beschreibung                                | Akten-Nr.    | Bild           |
| ----------------------- | ----------------------------------- | ------------------------------------------- | ------------ | -------------- |
| Haberkofen 5 (Standort) | Katholische Filialkirche St. Martin | 1. Hälfte 18. Jahrhundert; mit Ausstattung. | D-2-78-192-6 | weitere Bilder |

### Niederast
| Lage                   | Objekt                             | Beschreibung                                       | Akten-Nr.    | Bild |
| ---------------------- | ---------------------------------- | -------------------------------------------------- | ------------ | ---- |
| Niederast 3 (Standort) | Katholische Filialkirche St. Georg | Neubau um 1700, Turm spätgotisch; mit Ausstattung. | D-2-78-192-7 | BW   |

### Oedhof
| Lage                   | Objekt     | Beschreibung                      | Akten-Nr.    | Bild |
| ---------------------- | ---------- | --------------------------------- | ------------ | ---- |
| Nähe Oedhof (Standort) | Wegkapelle | 19. Jahrhundert; mit Ausstattung. | D-2-78-192-8 | BW   |

### Paitzkofen
| Lage                   | Objekt                                | Beschreibung                                                           | Akten-Nr.    | Bild           |
| ---------------------- | ------------------------------------- | ---------------------------------------------------------------------- | ------------ | -------------- |
| Dorfplatz 5 (Standort) | Katholische Filialkirche St. Nikolaus | spätgotisch, 15. Jahrhundert, Langhaus barock erhöht; mit Ausstattung. | D-2-78-192-9 | weitere Bilder |

### Putzenhofen
| Lage                      | Objekt  | Beschreibung                      | Akten-Nr.     | Bild |
| ------------------------- | ------- | --------------------------------- | ------------- | ---- |
| Irlbacher Feld (Standort) | Kapelle | 19. Jahrhundert; mit Ausstattung. | D-2-78-192-10 | BW   |

### Schambach
| Lage                            | Objekt                                 | Beschreibung | Akten-Nr.     | Bild                                   |
| ------------------------------- | -------------------------------------- | --- | ------------- | -------------------------------------- |
| Amselfinger Straße 4 (Standort) | Schloss                                | Stattliche Zweiflügel-Anlage des 16. Jahrhunderts, im Kern 12./13. Jahrhundert Erhalten der Nordwestflügel mit Treppengiebeln, zwei Ecktürmen und einem Treppenturm, auf der Hofseite Arkaden in drei Geschossen Die Untergeschosse des Nordostflügels Torbau und Hofmauer Schlossgraben und Park | D-2-78-192-11 | weitere Bilder                         |
| Amselfinger Straße 5 (Standort) | Bildstockkapelle                       | 19. Jahrhundert; am westlichen Ortsausgang. | D-2-78-192-12 | weitere Bilder                         |
| Pfarrgasse 3 (Standort)         | Katholische Pfarrkirche St. Nikolaus   | mittleres 14. Jahrhundert, Turm 18. Jahrhundert; mit Ausstattung. | D-2-78-192-13 | weitere Bilder                         |
| Pfarrgasse 3 (Standort)         | Katholische Friedhofskapelle St. Vitus | Mitte 18. Jahrhundert. | D-2-78-192-13 | Katholische Friedhofskapelle St. Vitus |

### Thal
| Lage               | Objekt    | Beschreibung                                                        | Akten-Nr.     | Bild |
| ------------------ | --------- | ------------------------------------------------------------------- | ------------- | ---- |
| Thal 17 (Standort) | Hausfigur | Hausfigur am Stadel (hl. Johannes von Nepomuk), 18./19. Jahrhundert | D-2-78-192-14 | BW   |